# 横須賀水道
横須賀水道（よこすかすいどう）は、横須賀市の上水道施設である。

## 概要

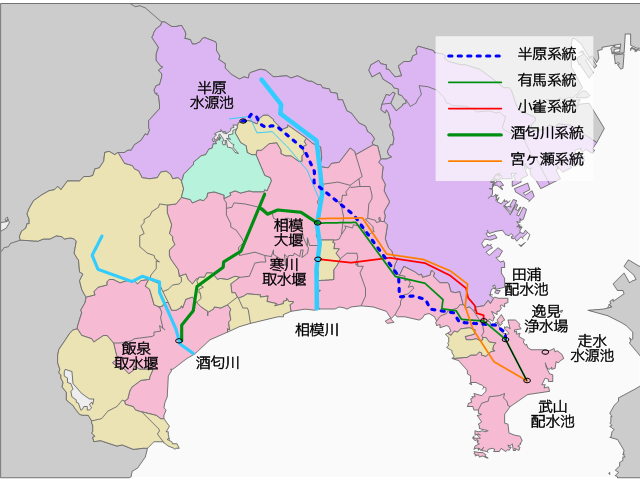
水源系統

- 給水面積：100.93km2（2009年度）[1]
- 供給世帯数：165,808世帯（2009年度）[1]
- 給水量：65,987,411m3（2010年度）[2]
- 水源系統：小雀（横浜市水道局と共同）・宮ヶ瀬（企業団からの受水）・有馬・酒匂川（企業団からの受水）・走水[3]

## 歴史

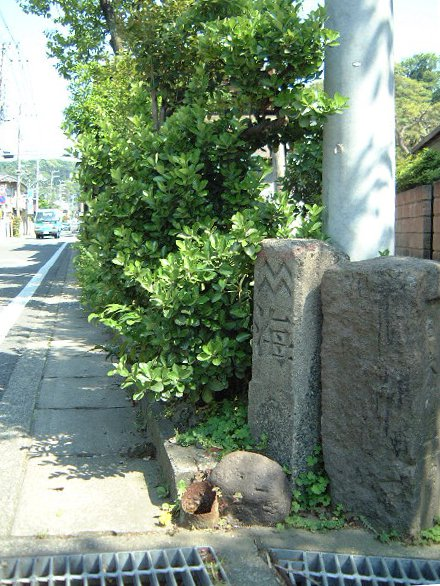
鎌倉市材木座付近の横須賀水道みち。道界の波型の記号および「海」の文字は海軍を表しており、水道道の至る所で見かけることができる。

横須賀における水道施設は、明治初期に既に敷設され、国内でも早期の近代水道施設である。幕末期、江戸幕府は黒船襲来に際して鎖国を改め、横須賀製鉄所を建設した。これは倒幕後に横須賀造船所となり、施設は明治政府に引き継がれ、横須賀海軍工廠となった。事業の発展による水不足のため、造船所首長ヴェルニーの手により、1874年（明治7年）から1876年（明治9年）にかけて走水から最初の水道が完成した（走水水道）。
走水水道はその後海軍専用の水道として軍備拡充とともに改良され、1918年（大正7年）、中津川を水源とした軍港水道半原系統が通水し、翌1919年（大正8年）3月には走水水道施設が横須賀市に無償貸与され、横須賀市上水道の水源となった。
軍港水道の接続点である逸見（へみ）配水池の工事が行われ、軍港水道の余水分与を受け、1922年（大正11年）3月、従来の簡易水道も含めた市営水道が完成した。

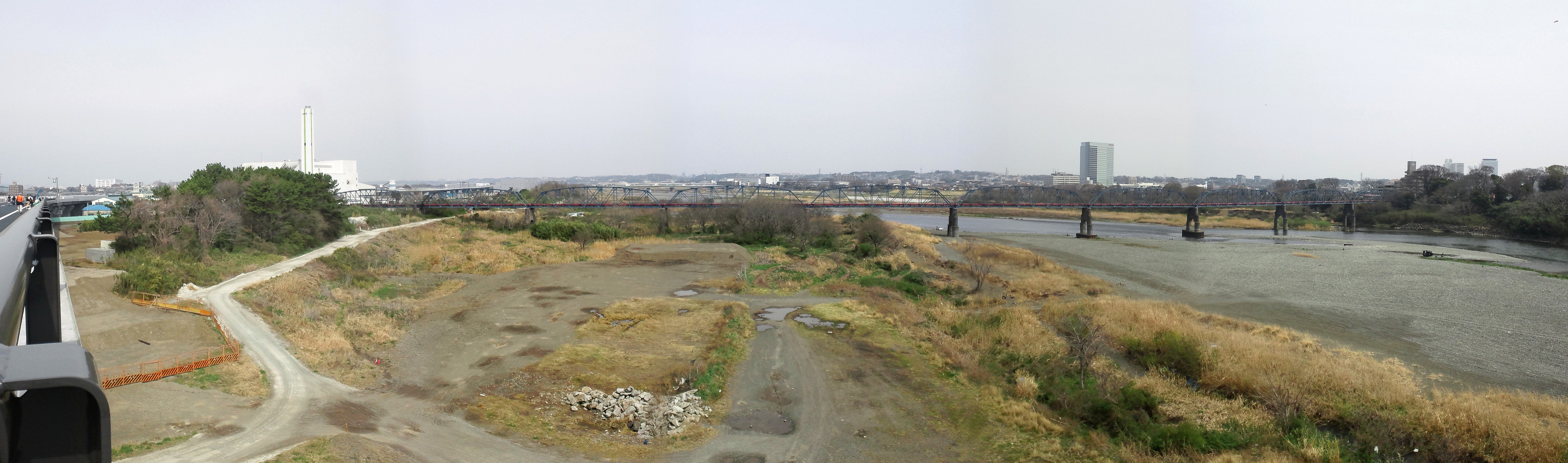
相模川を渡る上郷水管橋。1918年（大正7年）完成。

大正時代には芦ノ湖の水で水力発電を行い、その水を水源として利用する計画が神奈川県と横浜市の双方でともに進められたが、芦ノ湖の水利権は静岡県が持つことや資金難などにより計画推進が困難となり、立ち消えとなった。三浦半島、湘南地区は水不足に悩まされてきたものの、町村単独での水道布設は財政的に困難であった。浦賀町長と親しい枢密院顧問金子堅太郎が政府機関に働きかけ、水道条例の原則を乗り越え、1933年（昭和8年）日本最初の県営による水道事業が実現した。
昭和10年代には国際関係の緊迫化が進んだため、軍備の増強により海軍の水需要が増大した。海軍は貸与していた軍港水道施設の返還を申し入れた。1939年（昭和14年）、「突貫工事」により海老名市社家の相模川から有馬浄水場を経由して田浦配水池まで送水する有馬系統の工事が着手され、1942年（昭和17年）に一部通水、終戦の年となる1945年（昭和20年）に完成を見た。
終戦時、軍港水道の施設及び職員は横須賀市に引き継がれた。施設は連合国軍最高司令官総司令部 (GHQ) による接収などを経て、1954年（昭和29年）正式に無償譲渡され、名実ともに横須賀市の水道施設となった。
その間、第4回（1952年）、第5回（1964年）、第6回（1969年打ち切り）の拡張事業ののち、1969年（昭和44年）の神奈川県内広域水道企業団設立に合わせ第7回の拡張事業を実施、企業団による相模川（寒川取水堰）および酒匂川水系の配分を受けることになった（1972年）。

## 横須賀水道道

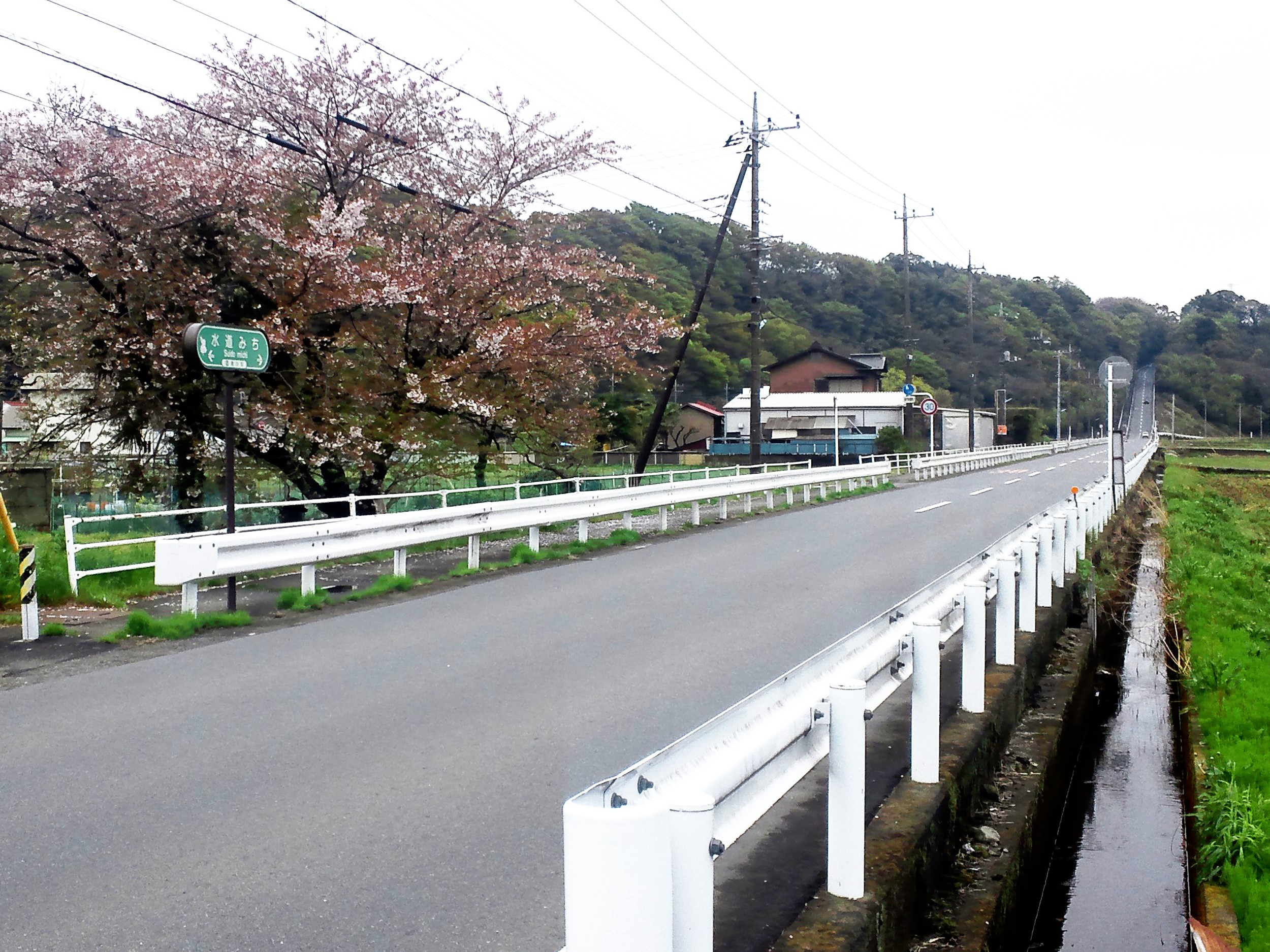
愛川町の水道みちと「水道坂」。

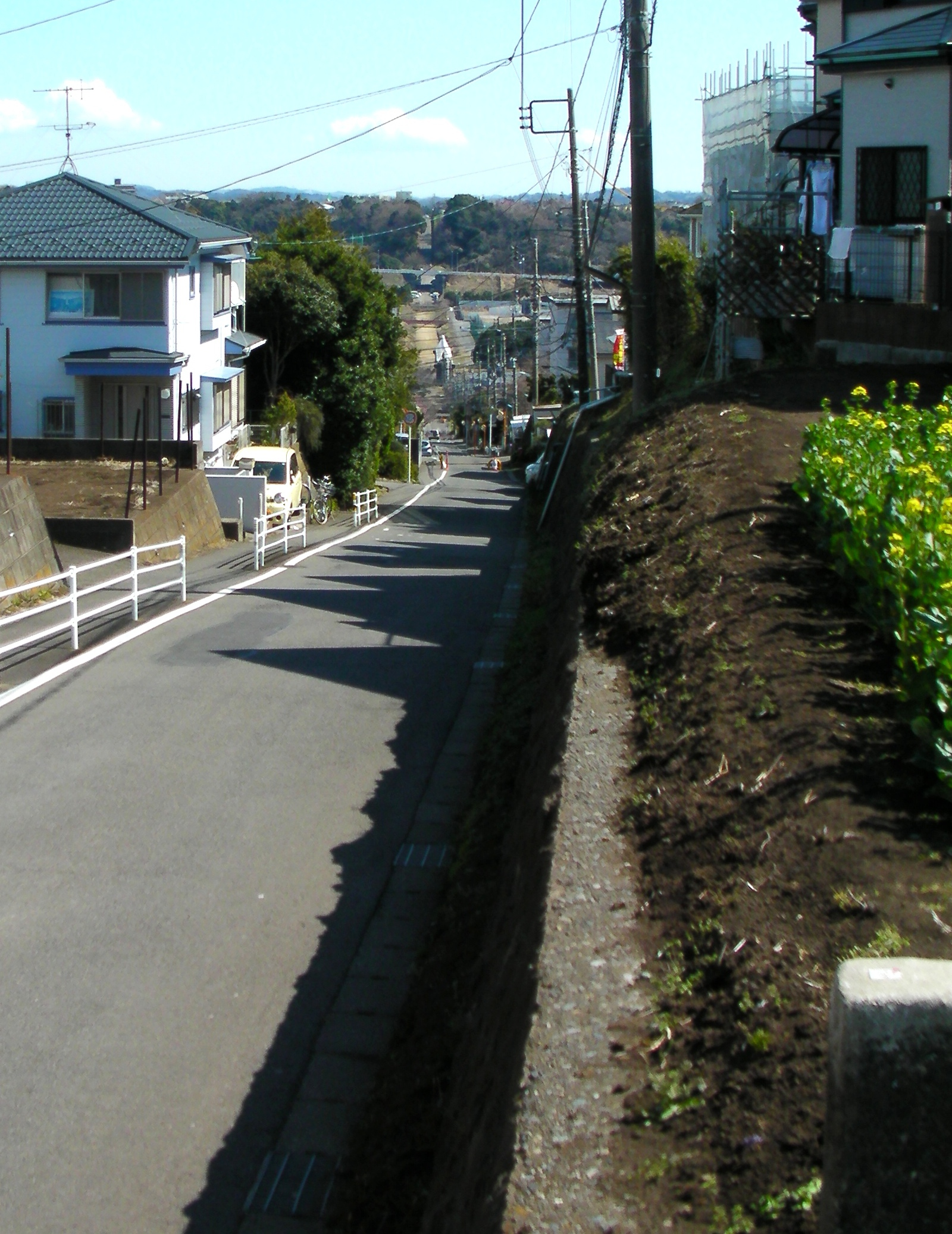
藤沢市立石付近。水道道はこの先境川を超え、国道1号藤沢バイパス(水道道橋)の下をくぐっている。

日露戦争後の軍備増強の結果、走水系統では供給が間に合わなくなった。海軍当局は、愛甲郡愛川町半原石小屋地区の中津川に取水口を設け、約53km離れた横須賀まで20インチの鋳鉄管を使用し、落差約70mの自然流下による半原系統の建設工事を1912年（明治45年 / 大正元年）に着手、1918年（大正7年）10月に通水開始した。工費は当時の金額にして総額384万円であった。1923年（大正12年）9月1日の関東大震災では送水管の破損などにより送水不能に陥り、翌1924年（大正13年）3月に復旧した。
今日この水道管が埋設されている土地は横須賀水道道、横須賀水道路、横須賀水道みち、あるいは単に水道みちと呼ばれ、国土地理院の地形図にも「横須賀水道」として表示されている。ただし水道専用橋の上郷水管橋を始め、至る所で通行不能な場所が存在している。
この半原系統の経路は詳細な市街図で以下のように容易に辿ることができる。
愛川町の宮ヶ瀬ダム近くにある半原浄水場から中津川沿いを通り、内陸工業団地のそばを経由して厚木市に入り、国道129号・国道246号をほぼ一直線に横切り、向きを変えて相模川を上郷水管橋で渡る。
海老名市に入るとアツギの敷地を切り取り海老名SAの北側(吉久保橋)を通り、綾瀬市まで起伏の上下に関わらずほぼ一直線に通り、藤沢市に入るといすゞ自動車の敷地内を通り抜けて、国道1号を越えるまで藤沢市内を再びほぼ一直線に通る。鎌倉市に入り由比ヶ浜駅の前を通り水道路交差点を過ぎたあたりから横須賀線と並走して逗子市を通り、横須賀市の逸見浄水場に至る。
なお、この半原系統の取水は、需要の減少、水質の悪化、施設の老朽化に伴い2007年（平成19年）4月より停止され、2015年（平成27年）2月28日をもって廃止された。
半原水源地跡地については、2018年（平成30年）に愛川町が横須賀市から9千万円で買い取り、2025年（令和7年）4月11日に愛川町と神奈川トヨタ自動車が観光・産業連携拠点としての整備事業に関する基本協定を締結した。事業費は約17億円を見込む。